# NGC 7001
NGC 7001 este o galaxie spirală situată în constelația Vărsătorul. A fost descoperită în 21 iulie 1827 de către John Herschel. Se află la o distanță de 75,51 de megaparseci de Pământ.